# Clemens XIV.

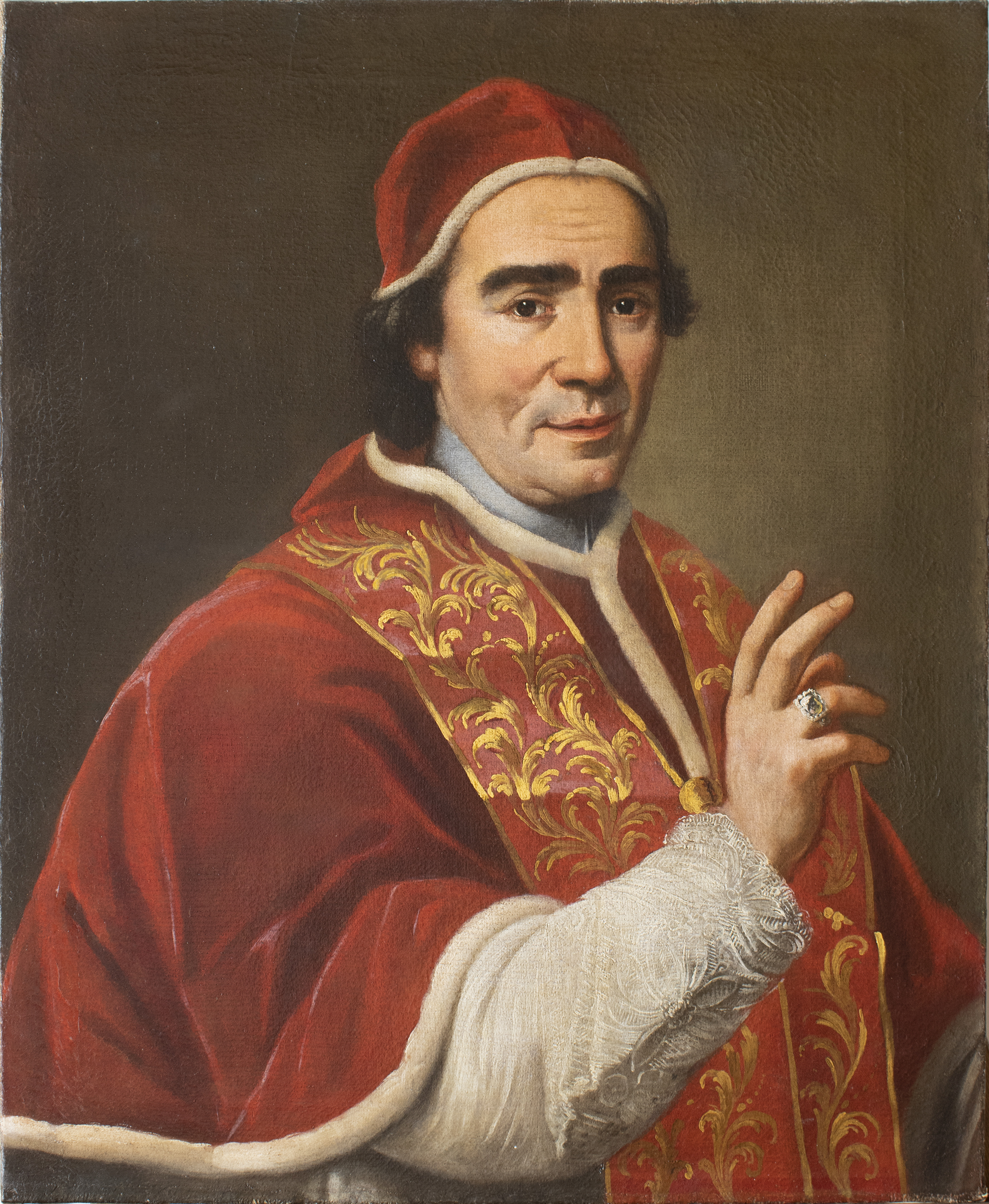
Giovanni Domenico Porta (1722–1780): Porträt Clemens’ XIV., um 1769/1770

Clemens XIV. (bürgerlich Giovanni (Gian) Vincenzo Antonio Ganganelli, als Ordensmann Lorenzo Ganganelli; * 31. Oktober 1705 in Santarcangelo di Romagna bei Rimini (Kirchenstaat); † 22. September 1774 in Rom) war von 1769 bis zu seinem Tod Papst der römisch-katholischen Kirche.

## Herkunft und Ausbildung
Ganganelli wurde am 31. Oktober 1705 als Sohn des Gemeindearztes in Sant’Arcangelo bei Rimini geboren und am 2. November getauft. Die Ausbildung in Verucchio und ab 1717 in Rimini wurde ihm durch die Unterstützung eines Verwandten und des Mailänder Grafen Barnaldi ermöglicht.
Beeindruckt vom franziskanischen Leben, trat er am 15. Mai 1723 bei den Minoriten in Mondaino ein und wählte in Erinnerung an seinen Vater den Ordensnamen Lorenzo. Nach dem Noviziat in Urbino legte er am 18. Mai 1724 die Ordensgelübde ab. Zwischen 1724 und 1728 lebte er in verschiedenen Ordenshäusern in Pesaro, Recanati und Fano, wo er vor allem Theologie studierte. Danach setzte er seine Studien (von 1728 bis 1731) am römischen Kolleg S. Bonaventura unter Leitung von Antonio Lucci, dem späteren Bischof von Bovino, fort. Anschließend lehrte er zehn Jahre lang Philosophie und Theologie in Ascoli Piceno, Bologna und Mailand.
Wenige Schriften aus dieser Zeit bezeugen seine guten Beziehungen zu den Jesuiten, wie die Ignatius von Loyola gewidmete Diatriba theologica historico-critico-dogmatica. Im Jahre 1740 kehrte er als Regens in das Kolleg S. Bonaventura zurück und lebte im Kloster SS. Apostoli.

## Kirchliche Karriere
Den guten Kontakten zu einigen Mitgliedern der Kurie, vor allem zu Kardinal Andrea Negroni, einem engen Mitarbeiter Benedikts XIV., verdankte er 1746 seine Ernennung zum Konsultor der Römischen Inquisition (des heutigen Dikasteriums für die Glaubenslehre). Während seiner Tätigkeit in der Indexkongregation wurden zahlreiche Werke der französischen Aufklärer verboten.
Ganganelli galt als fähiger, intelligenter und umsichtiger Berater der Inquisition. Am 24. September 1759 wurde er zum Kardinal erhoben und erhielt bald als Titelkirche San Lorenzo in Panisperna, die er 1762 gegen Santi XII Apostoli tauschte.

## Pontifikat

Wappen Clemens’ XIV. (moderne Nachzeichnung)

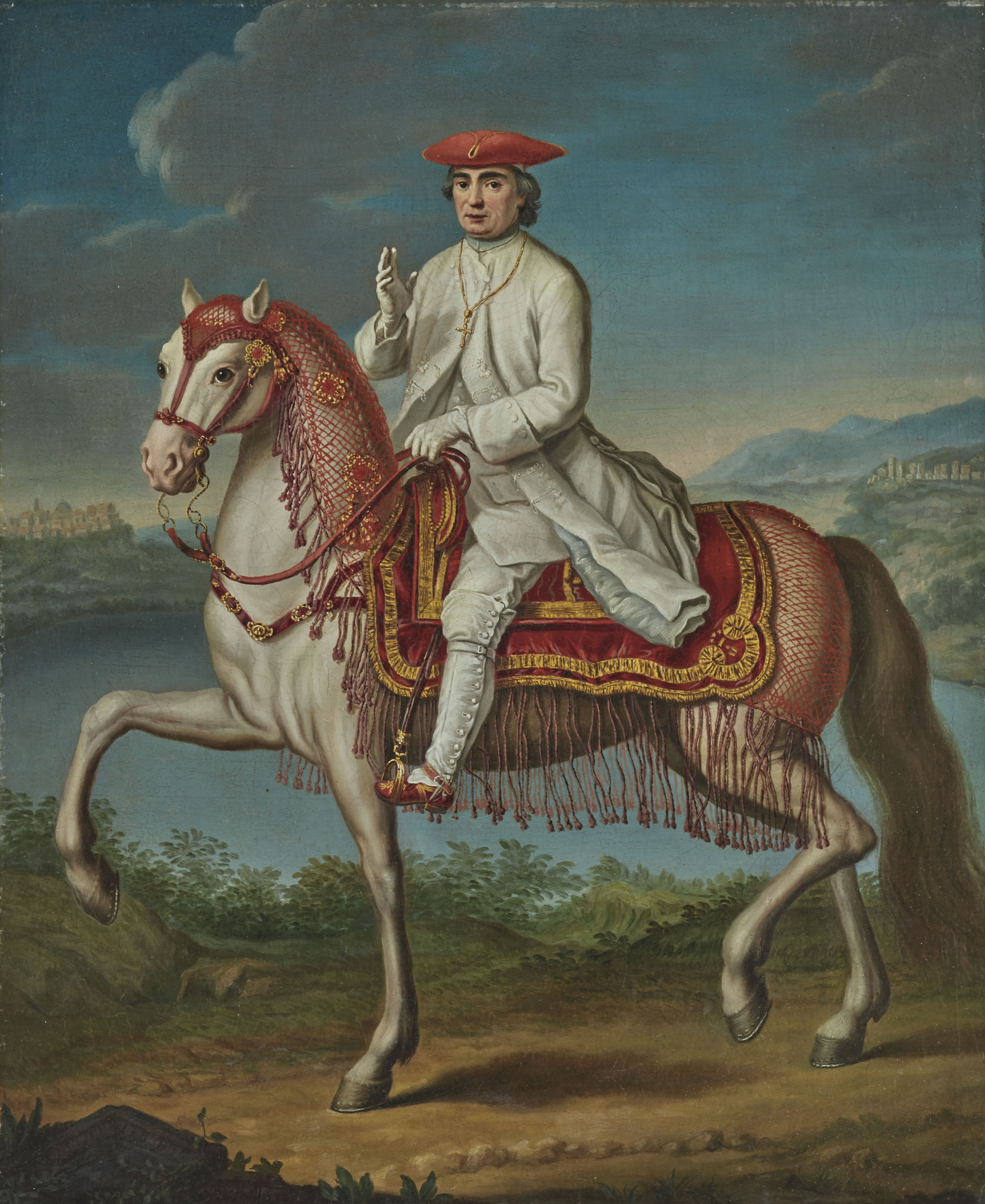
Clemens XIV. zu Pferde vor Castel Gandolfo

Das dreimonatige Konklave nach dem Tod von Clemens XIII. war von der Jesuitenfrage und dem Druck, den die bourbonischen Staaten Portugal, Spanien und Frankreich auf das Kardinalskollegium ausübten, überschattet. Es standen sich zwei Parteien gegenüber: Kardinäle, die den bourbonischen Kronen nahestanden und Gegner der Jesuiten waren, und die Gruppe der Zelanti, Freunde des Ordens. Nach dem 185. Wahlgang einigten sich die Kardinäle auf Ganganelli, der am 19. Mai 1769 zum Papst gewählt wurde und im Gedenken an seinen Vorgänger den Namen Clemens annahm. Am 28. Mai 1769 wurde er zum Bischof geweiht, und am 4. Juni bestieg er den päpstlichen Thron.
Als Angehöriger der franziskanischen Ordensgemeinschaft und von bürgerlicher Herkunft unterbrach er die lange Reihe von Päpsten, die aus angesehenen italienischen Adelsfamilien stammten. Er schlug auch einen neuen politischen Kurs ein, indem er versuchte, sich mehr auf Mitarbeiter seines direkten Vertrauens zu stützen. In der Jesuitenfrage wollte der neue Papst vor allem Zeit gewinnen, da er im Konklave beide Parteien im Unklaren über seine Position gelassen hatte. In seinem Bemühen um eine Aussöhnung mit den bourbonischen Staaten bestimmte er zunächst die Aufhebung der Bannbulle In coena Domini, die ab Gründonnerstag 1770 nicht mehr öffentlich verlesen wurde. Durch dieses Zugeständnis an die bourbonische Forderung erreichte er, dass die päpstliche Nuntiatur in Portugal wieder eröffnet wurde. Doch der französische, der spanische und der neapolitanische König bestanden weiter auf der Aufhebung des Jesuitenordens. Sie versprachen einerseits die Rückgabe von Avignon und Benevent, das von Frankreich und Neapel besetzt war, drohten jedoch andererseits, sich von Rom loszusagen. Unter diesem Druck schloss der Papst am 17. Oktober 1772 das Collegium Romanum, das römische Seminar, und die Ordenshäuser im Kirchenstaat und erlaubte im Februar dem Erzbischof von Bologna eine apostolische Visitation bei den Jesuiten. Am 21. Juli 1773 verordnete Clemens schließlich mit dem Breve (also nicht in einer Päpstlichen Bulle, sondern mittels untergeordneter Rechtsform) Dominus ac Redemptor die Aufhebung des Jesuitenordens. Das Breve beginnt mit einem Hinweis des Papstes auf seine Bemühungen um das friedliche Zusammenleben, gefolgt von einer Aufzählung von gegen den Orden erhobenen Vorwürfen von Sixtus V. bis Benedikt XIV. Das Wohl aller Staaten im Auge behaltend, habe er der Forderung der Herrscher Frankreichs, Spaniens, Portugals und Siziliens nachgegeben und dem Orden jede Funktion und Verwaltung aberkannt.
Clemens gestattete, dass auch Frauen die Sopranpartien in den Kirchen singen und auch wieder auf den Bühnen des Kirchenstaats auftreten durften.
Clemens glaubte in den letzten Monaten seines Pontifikates, dass ihn die Oberen des Jesuitenordens noch aus ihren Zellen in der Engelsburg vergiften wollten. Dies wird von heutigen Historikern zumeist als unbegründet angesehen. Demgegenüber vertreten andere Stimmen oft den Standpunkt, dass Clemens das Jesuitenverbot zusätzlich mit einer Bulle verschärfen wollte und in der Nacht vor deren Unterzeichnung umgebracht wurde.

## Tod

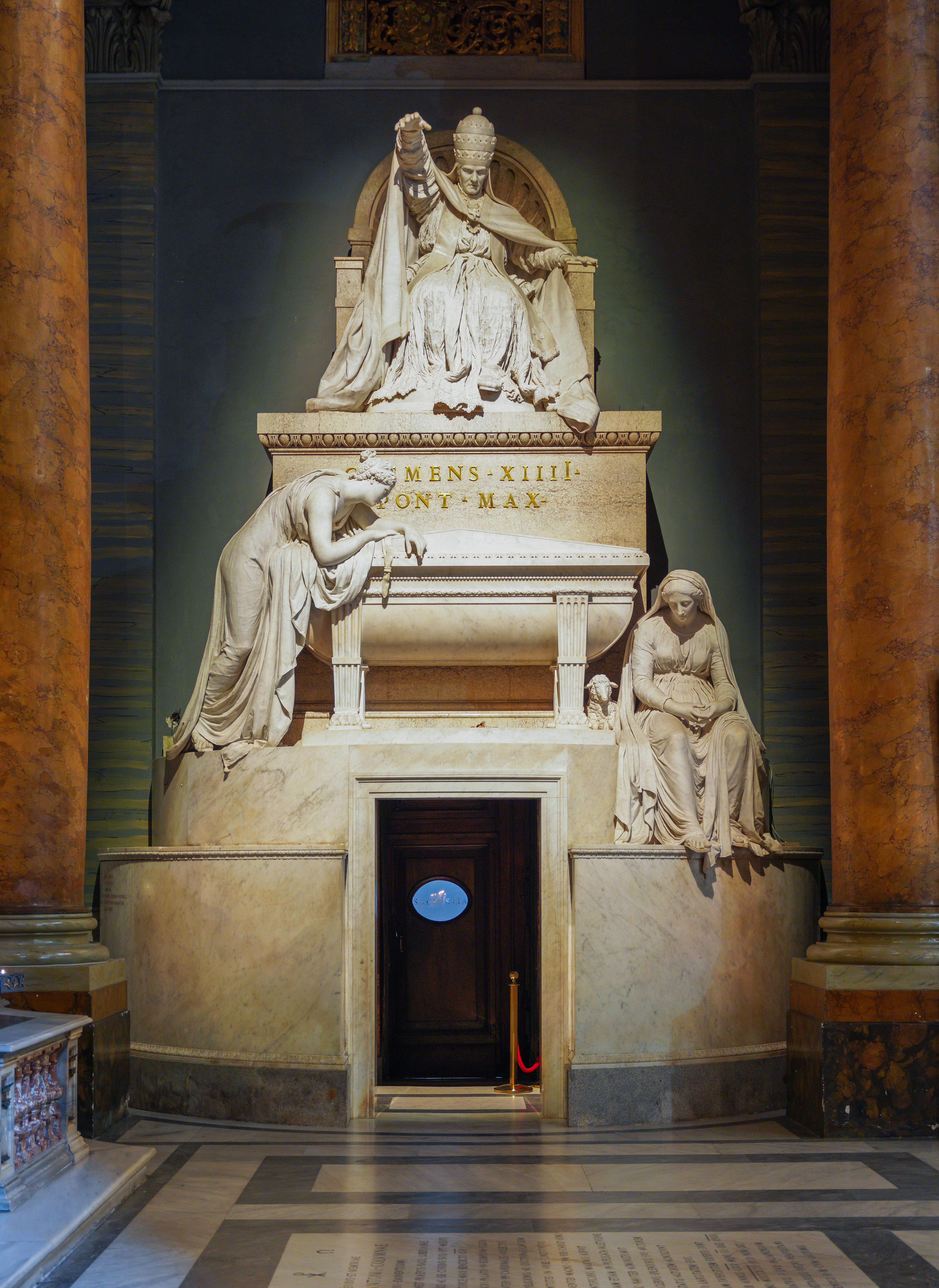
Grabmal Clemens’ XIV. in Santi XII Apostoli

Ab März 1774 verschlechterte sich Clemens’ Gesundheitszustand. Er starb am 22. September 1774. Zunächst wurde er im Petersdom beigesetzt, 1802 in seine Titelkirche Santi XII Apostoli überführt.
Nachdem der Papst gestorben war, untersuchte sein Leibarzt Pasquale Adinolfi mit dem Mediziner Natale Saliceti (1714–1789) und einer internationalen Ärztegemeinschaft den Leichnam Ganganellis auf Spuren von Gift. Als veröffentlichtes Ergebnis wurde dabei kein Nachweis einer etwaigen Fremdeinwirkung festgestellt.